# Ich wollte wie Orpheus singen
Ich wollte wie Orpheus singen ist das erste deutsche Studioalbum des deutschen Liedermachers Reinhard Mey und erschien 1967 bei Intercord. Unter den Alben Meys nimmt dieses eine gewisse Sonderrolle ein, da von den 16 Stücken sieben von anderen Dichtern/Komponisten geschrieben sind. Auf allen späteren Alben finden sich fast ausschließlich Lieder, die sowohl von Mey gedichtet als auch komponiert worden sind.

## Inhalt
Reinhard Mey trägt zu diesem Album hauptsächlich Liebeslieder bei, so die Lieder Ich wollte wie Orpheus singen, Und für mein Mädchen, Fast ein Liebeslied, Platz für sie, Das alles war ich ohne dich und In meiner Stadt. Weiterhin singt Mey das Lied Begegnung von Hannes Wader.
Über den Alltag in Städten singt Mey in den Liedern Frühling in der Großstadt, Großstadt 8 Uhr früh und Das Lied von der Straßenbahn. Diese wurden nicht von Mey, sondern von Udo Unger und dem Produzenten des Albums, Walther Richter, geschrieben.
Walther Richter schrieb außerdem Das Lied von der Zeitung, das Novemberlied sowie das Lied Von heiligen Kriegen.
Von Reinhard Mey selber kommen noch die Lieder Hauptbahnhof Hamm, Ich denk’, es war ein gutes Jahr und Abscheuliches Lied für abscheuliche Leute (Im Warenhaus) hinzu.

## Titelliste
1. Ich wollte wie Orpheus singen – 2:21
2. Und für mein Mädchen – 3:02
3. Fast ein Liebeslied – 3:09
4. Frühling in der Großstadt – 2:06
5. Begegnung – 3:26
6. Platz für sie – 3:26
7. Das alles war ich ohne dich – 2:37
8. Ich denk’, es war ein gutes Jahr – 3:45
9. In meiner Stadt – 3:13
10. Großstadt 8 Uhr früh – 2:31
11. Das Lied von der Straßenbahn – 3:15
12. Hauptbahnhof Hamm – 2:11
13. Das Lied von der Zeitung – 3:48
14. Novemberlied – 2:38
15. Abscheuliches Lied für abscheuliche Leute (im Warenhaus) – 2:47
16. Von heiligen Kriegen – 3:04